# Mošćenička Draga
Mošćenička Draga – wieś w Chorwacji, w żupanii primorsko-gorskiej, w gminie Mošćenička Draga. W 2011 roku liczyła 585 mieszkańców.